# Harunobu (cráter)
Harunobu es un cráter de impacto de 107 km de diámetro del planeta Mercurio. Debe su nombre al pintor japonés Suzuki Harunobu (1720/1724-1770), y su nombre fue aprobado por la  Unión Astronómica Internacional en 1976.